# Саут-Кейнан (Пенсильвания)
Са́ут-Ке́йнан или Ю́жный Ханаа́н (англ. South Canaan) — тауншип в округе Уэйн на северо-востоке штата Пенсильвания, США . В 2010 году в местности проживало 1768 человек.

## История
Кейнан был одним из первых тауншипов, основанных на 1798 году. Из него в 1852 году был выделен тауншип Саут-Кейнан.
Тауншип известен появлением здесь в 1905 году по благословению святителя Тихона, будущего Патриарха Московского, Тихоновского монастыря, первого православного монастыря в Америке. В этом монастыре принял монашество Митрополит Иона (Паффхаузен), нынешний Предстоятель Православной Церкви в Америке. В 1938 году при монастыре открылась Свято-Тихоновская духовная семинария. В монастырской церкви святителя Тихона Задонского покоятся мощи святого праведного Алексия Товта, одного из самых значимых православных американских миссионеров.

## География
Тауншип располагается на площади 72,9 км2, из которых 70,4 км2 — суша и 1,5 км2 — водоёмы.

## Население
По данным переписи 2010 года население Саут-Кейнана составляло 1768 человек (из них 51,7 % мужчин и 48,3 % женщин), 645 домашних хозяйств и 487 семей. Расовый состав: белые — 96,9 %, афроамериканцы — 0,5 %, коренные американцы — 0,2 %, азиаты — 1,1 % и представители двух и более рас — 1,3 %. На 2014 год население тауншипа Саут-Кейнан было распределено по происхождению следующим образом: 7,7 % — американское, 33,5 % — немецкое, 21,9 % — ирландское, 18,9 % — итальянское, 16,6 % — польское, 10,9 % — английское, 4,1 % — голландское происхождение.
Население города по возрастному диапазону по данным переписи 2010 года распределилось следующим образом: 24,2 % — жители младше 18 лет, 3,7 % — между 18 и 21 годами, 55,6 % — от 21 до 65 лет и 17,0 % — в возрасте 65 лет и старше. Средний возраст населения — 42,3 года. На каждые 100 женщин в Йорке приходилось 107,0 мужчин, при этом на 100 совершеннолетних женщин приходилось уже 104,7 мужчин сопоставимого возраста.
Из 645 домашних хозяйств 75,5 % представляли собой семьи: 61,4 % совместно проживающих супружеских пар (23,9 % с детьми младше 18 лет); 9,6 % — женщины, проживающие без мужей и 4,5 % — мужчины, проживающие без жён. 24,5 % не имели семьи. В среднем домашнее хозяйство ведут 2,68 человек, а средний размер семьи — 3,06 человек.